# EC-szám
Az EC-szám az enzimek osztályozására szolgáló rendszer, amely a katalizált reakció tulajdonságai alapján sorolja az enzimeket kategóriákba.

## Az EC-szám felépítése
Az első két betű, EC, az Enzyme Commission rövidítésből adódik. Ezt négy, egymástól pontokkal elválasztott szám követi, amely a besorolás hiarerchikus szintjeinek felel meg.
A tripeptid aminopeptidáz "EC 3.4.11.4" kódjának a jelentése a következő:
- EC 3 enzimek hidrolázok (olyan enzimek, amelyek vizet használnak a célmolekuláik szétbontásához)
- EC 3.4 enzimek hidrolázok, amelyek peptidkötést bontanak el
- EC 3.4.11 enzimek hidrolázok, amelyek az N-terminális aminosavat hasítják le egy polipeptid láncból
- EC 3.4.11.4 enzimek hidrolázok, amelyek az N-terminális aminosavat hasítják le egy tripeptidből

## A besorolás legfelső szintje
| Kód  | Osztály         | Katalizált reakció                                     | Kofaktor                                                                 | Tipikus reakció                                   | Példa                                                        |
| ---- | --------------- | ------------------------------------------------------ | ------------------------------------------------------------------------ | ------------------------------------------------- | ------------------------------------------------------------ |
| EC 1 | Oxidoreduktázok | Redoxireakció                                          | NAD+ NADP+ FAD flavin-mononukleotid α-liponsav                           | AH + B → A + BH (redukció) A + O → AO (oxidáció)  | dehidrogenázok hidrogenázok oxidázok oxigenázok hidroxilázok |
| EC 2 | Transzferázok   | Funkciós csoport átvitele egyik vegyületről a másikra  | S-adenozil-methionin biotin cAMP ATP tiamin-pirofoszfát tetrahidrofolsav | AB + C → A + BC                                   | foszfotranszferázok kinázok aminotranszferázok               |
| EC 3 | Hidrolázok      | Hidrolízis                                             | nincs                                                                    | AB + H2O → AOH + BH                               | észterázok lipázok foszfatázok peptidázok                    |
| EC 4 | Liázok          | Csoportok nem hidrolízises addíciója vagy eliminációja | tiamin-pirofoszfát piridoxál-foszfát                                     | RCOCOOH → RCOH + CO2 vagy [X-A-B-Y] → [A=B + X-Y] | dekarboxilázok aldolázok szintázok                           |
| EC 5 | Izomerázok      | Izomerizáció                                           | glükóz-1,6-biszfoszfát kobalamin                                         | AB → BA                                           | racemázok mutázok                                            |
| EC 6 | Ligázok         | Új kötés kialakítása                                   | ATP NAD+                                                                 | X + Y+ ATP → XY + ADP + Pi                        | szintetázok karboxilázok                                     |

## Története
A rendszer kialakítása 1955-ben kezdődött meg, amikor az IUBMB harmadik Nemzetközi Biokémiai Kongresszusa létrehívta az Enzim Bizottságot és feladatául egy egységes enzim nómenklatúra kialakítását tűzte ki.
Az elő verziót 1961-ben publikálták és 712 enzimet tartalmazott.
Az érvényben levő 6. kiadás 1992-ben jelent meg és 3196 enzimet tartalmazott.
Az eredeti kiadás a mai napig 18 Kiegészítéssel bővült.

## Külső hivatkozások
- Az összes enzim EC-száma a BRENDA enzimadatbankól
- IUBMB Enzim Nómenklatúra
- ExPASy enzim adatbázis